# Circonscription de Fès-Nord
La circonscription de Fès-Nord est l'une des deux circonscriptions législatives marocaines de la préfecture de Fès située en région Fès-Meknès. Elle est représentée dans la Xe législature par Omar Fassi-Fihri, Abdelouahed Bouharcha, Hamid Chabat et Aziz Lebbar.

## Historique des députations
| Législature | Début de mandat  | Fin de mandat    | Députés élus | Députés élus                | Députés élus | Députés élus                | Députés élus | Députés élus                   | Députés élus | Députés élus           |
| ----------- | ---------------- | ---------------- | ------------ | --------------------------- | ------------ | --------------------------- | ------------ | ------------------------------ | ------------ | ---------------------- |
| IXe         | 26 novembre 2011 | 7 octobre 2016   |              | Omar Fassi-Fihri (PJD)      |              | Hassane Boumchita (PJD)     |              | Hamid Chabat (PI)              |              | Mohammed Ameur (USFP)  |
| Xe          | 8 octobre 2016   | 8 septembre 2021 |              | Omar Fassi-Fihri (PJD)      |              | Abdelouahed Bouharcha (PJD) |              | Hamid Chabat (PI)              |              | Aziz Lebbar (PAM)      |
| XIe         | 9 septembre 2021 | ?                |              | Raouf Abdellaoui Maan (FFD) |              | Thami Ouazzani Thami (RNI)  |              | Abdelmajid El Fassi Fihri (PI) |              | Khadija Hajjoubi (PAM) |

## Historique des élections

### Découpage électoral d'octobre 2011

#### Élections de 2016
| Parti                 | Parti                                         | Voix    | %      | Député(s) élus   |  |
| --------------------- | --------------------------------------------- | ------- | ------ | ---------------- |  |
|                       | Parti de la justice et du développement (PJD) | 34 470  | 54,59  | Omar Fassi-Fihri |  |
| Abdelouahed Bouharcha | Parti de la justice et du développement (PJD) | 34 470  | 54,59  |                  |  |
|                       | Parti de l'Istiqlal (PI)                      | 9 370   | 14,84  | Hamid Chabat     |  |
|                       | Parti authenticité et modernité (PAM)         | 8 237   | 13,05  | Aziz Lebbar      |  |
|                       | Rassemblement national des indépendants (RNI) | 2 304   | 3,65   |                  |  |
|                       | Union socialiste des forces populaires (USFP) | 2 235   | 3,54   |                  |  |
|                       | Parti du progrès et du socialisme (PPS)       | 1 991   | 3,15   |                  |  |
|                       | Fédération de la gauche démocratique (FGD)    | 1 278   | 2,02   |                  |  |
|                       | Mouvement populaire (MP)                      | 866     | 1,37   |                  |  |
|                       | Front des forces démocratiques (FFD)          | 678     | 1,07   |                  |  |
|                       | Parti Al Ahd Addimocrati (AHD)                | 473     | 0,75   |                  |  |
|                       | Parti de l'unité et de la démocratie (PUD)    | 337     | 0,53   |                  |  |
|                       | Union constitutionnelle (UC)                  | 225     | 0,36   |                  |  |
|                       | Mouvement démocratique et social (MDS)        | 147     | 0,23   |                  |  |
|                       | Parti de la gauche verte (PGV)                | 129     | 0,20   |                  |  |
|                       | Parti de la renaissance (PAN)                 | 125     | 0,20   |                  |  |
|                       | Parti de la renaissance et de la vertu (PRV)  | 117     | 0,19   |                  |  |
|                       | Parti des Néo-Démocrates (PND)                | 116     | 0,18   |                  |  |
|                       | Parti de la réforme et du développement (PRD) | 44      | 0,07   |                  |  |
|                       |                                               |         |        |                  |  |
| Inscrits              | Inscrits                                      | 162 863 | 100,00 |                  |  |
| Abstentions           | Abstentions                                   | 99 721  | 61,23  |                  |  |
| Exprimés              | Exprimés                                      | 63 142  | 38,77  |                  |  |

#### Élections de 2021
| Parti       | Parti                                               | Voix    | %      | Députés élus              |  |
| ----------- | --------------------------------------------------- | ------- | ------ | ------------------------- |  |
|             | Rassemblement national des indépendants (RNI)       | 9 244   | 19,40  | Thami Ouazzani Thami      |  |
|             | Front des forces démocratiques (FFD)                | 7 776   | 16,32  | Raouf Abdellaoui Maan     |  |
|             | Parti de l'Istiqlal (PI)                            | 6 876   | 14,43  | Abdelmajid El Fassi Fihri |  |
|             | Parti authenticité et modernité (PAM)               | 5 774   | 12,11  | Khadija Hajjoubi          |  |
|             | Parti de la justice et du développement (PJD)       | 4 201   | 8,81   |                           |  |
|             | Mouvement populaire (MP)                            | 3 285   | 6,89   |                           |  |
|             | Union socialiste des forces populaires (USFP)       | 2 967   | 6,23   |                           |  |
|             | Parti du progrès et du socialisme (PPS)             | 2 049   | 4,30   |                           |  |
|             | Union constitutionnelle (UC)                        | 1 361   | 2,86   |                           |  |
|             | Parti socialiste unifié (PSU)                       | 847     | 1,78   |                           |  |
|             | Parti de la société démocratique (PSD)              | 815     | 1,71   |                           |  |
|             | Alliance de la fédération de gauche (AGD)           | 683     | 1,43   |                           |  |
|             | Parti des Néo-Démocrates (PND)                      | 627     | 1,32   |                           |  |
|             | Parti de la réforme et du développement (PRD)       | 232     | 0,49   |                           |  |
|             | Parti de la renaissance (PAN)                       | 190     | 0,40   |                           |  |
|             | Parti du centre social (PCS)                        | 170     | 0,36   |                           |  |
|             | Parti de la liberté et de la justice sociale (PLJS) | 167     | 0,35   |                           |  |
|             | Parti vert marocain (PVM)                           | 164     | 0,34   |                           |  |
|             | Parti marocain libéral (PML)                        | 86      | 0,18   |                           |  |
|             | Parti de l'Espoir (PE)                              | 85      | 0,18   |                           |  |
|             | Union marocaine pour la démocratie (UMD)            | 34      | 0,07   |                           |  |
|             | Parti démocratique de l'indépendance (PDI)          | 27      | 0,06   |                           |  |
|             |                                                     |         |        |                           |  |
| Inscrits    | Inscrits                                            | 174 005 | 100,00 |                           |  |
| Abstentions | Abstentions                                         | 126 345 | 72,61  |                           |  |
| Exprimés    | Exprimés                                            | 47 660  | 27,39  |                           |  |